# Ballandool River
Der Ballandool River ist ein Flussarm des Bokhara River im Süden des australischen Bundesstaates Queensland.
Er entsteht in der Flutebene, wenige Kilometer unterhalb der Stelle, an der der Bokhara River aus dem Balonne River hervorgeht, südöstlich der Siedlung Nucubie. Dann verläuft er nordwestlich parallel zum Bokhara River und stößt nach 76 km bei Currawillinghi wieder auf den Fluss. 